# Ethan Nwaneri
Ethan Chidiebere Nwaneri (sinh ngày 21 tháng 3 năm 2007) là một cầu thủ bóng đá chuyên nghiệp người Anh chơi ở vị trí tiền vệ tấn công cho câu lạc bộ Arsenal tại Premier League.
Sinh ra ở Bắc Luân Đôn, Nwaneri gia nhập Học viện Arsenal từ khi còn nhỏ. Anh đã có trận ra mắt tại Premier League trước Brentford vào tháng 9 năm 2022 khi mới 15 tuổi, trở thành cầu thủ trẻ nhất từ trước đến nay của Arsenal và là cầu thủ trẻ nhất ra sân ở giải đấu hàng đầu bóng đá Anh.

## Thiếu thời
Ethan Chidiebere Nwaneri sinh ngày 21 tháng 3 năm 2007 tại khu Enfield của Luân Đôn và theo học Trường trung học phổ thông St John ở Enfield.

## Sự nghiệp câu lạc bộ

### Arsenal
Nwaneri gia nhập Arsenal khi mới tám tuổi. Đến năm 14 tuổi, anh đã chơi cho đội U-18 Arsenal, chủ yếu chơi ở vị trí tiền vệ.
Nwaneri khởi đầu mùa giải 2022–23 với tư cách là cầu thủ của đội U-18 Arsenal. Thế nhưng, anh nhanh chóng được thăng hạng lên đội U-21 của câu lạc bộ. Sau khi ra sân một lần duy nhất tại Premier League 2 2022–23, anh đã gia nhập đội một để tập luyện vào tháng 9. Vào ngày 18 tháng 9, anh góp mặt lần đầu tiên trong đội hình thi đấu đội một khi được gọi vào sân thay người từ băng ghế dự bị để thay thế Fábio Vieira trong thời gian bù giờ hiệp hai trong trận đấu gặp Brentford tại Premier League. Anh trở thành cầu thủ trẻ nhất ra sân Premier League ở thời điểm 15 tuổi 181 ngày, phá kỷ lục cũ do Harvey Elliott thiết lập và kỷ lục mọi thời đại của giải đấu hàng đầu Anh do cựu thủ môn Sunderland Derek Forster nắm giữ kể từ tháng 8 năm 1964 với khoảng cách ba ngày. Bên cạnh đó, Nwaneri cũng trở thành cầu thủ trẻ nhất của Arsenal ra sân trong mọi giải đấu, phá kỷ lục trước đó của Cesc Fàbregas ở thời điểm 16 tuổi và 177 ngày tại League Cup 2003–04.
Vào ngày 25 tháng 9 năm 2024, Nwaneri ghi bàn thắng đầu tiên cho đội một khi anh lập cú đúp vào lưới Bolton Wanderers ở vòng 3 EFL Cup, giúp Pháo thủ giành chiến thắng 5–1. Ở vòng tiếp theo, anh ghi bàn thắng với một cú sút ngoài vòng cấm vào lưới Preston North End ở vòng tiếp theo. Anh ghi bàn thắng đầu tiên tại Premier League vào ngày 23 tháng 11 trong chiến thắng 3–0 của Arsenal trên sân nhà trước Nottingham Forest sau khi được thay vào phút thứ 82. Điều này khiến anh trở thành cầu thủ ghi bàn trẻ thứ chín trong lịch sử giải đấu ở thời điểm 17 tuổi 247 ngày.
Vào ngày 4 tháng 1 năm 2025, Nwaneri ghi bàn trong trận hòa 1–1 với Brighton & Hove Albion và trở thành cầu thủ thứ ba ghi được ít nhất năm bàn thắng trong một mùa giải trước khi bước sang tuổi 18, sau Michael Owen và Wayne Rooney. Vào ngày 29 tháng 1, anh ghi bàn thắng đầu tiên tại UEFA Champions League để đảm bảo chiến thắng 2–1 trên sân khách trước Girona.

## Sự nghiệp quốc tế
Nwaneri đủ điều kiện để đại diện cho Nigeria thông qua cha mẹ của mình, nhưng đã chọn đại diện cho Anh ở cấp độ trẻ. Sau khi tỏa sáng trong vòng loại, Nwaneri được đưa vào đội hình U-17 Anh tham dự Giải vô địch U-17 châu Âu 2023 vào ngày 17 tháng 5 năm 2023. Anh đã ghi bàn thắng quyết định trong trận mở màn với Croatia tại Balmazújvárosi Városi Sportpálya.
Vào ngày 2 tháng 11 năm 2023, Nwaneri được đưa vào đội hình Anh tham dự Giải vô địch bóng đá U-17 thế giới 2023. Anh đã ghi bàn thắng duy nhất của giải đấu trong trận mở màn vòng bảng với Nouvelle-Calédonie tại Jakarta. Nwaneri cũng đã chơi trong các trận đấu khác của vòng bảng với Iran và Brasil. Anh vào sân từ băng ghế dự bị trong trận thua ở vòng 16 đội trước Uzbekistan.
Vào ngày 20 tháng 5 năm 2024, Nwaneri được đưa vào đội tuyển Anh tham dự Giải vô địch U-17 châu Âu 2024. Anh một lần nữa ghi bàn trong trận mở màn của giải đấu, giúp U-17 Anh chiến thắng 4–0 trước U-17 Pháp tại Larnaca. Anh cũng ghi bàn trong chiến thắng vòng bảng trước Tây Ban Nha. Anh ghi bàn thắng thứ ba và cũng là bàn thắng cuối cùng trong giải đấu này trong trận loại trực tiếp với U-17 Ý ở vòng tứ kết.

## Thống kê sự nghiệp
Tính đến 4 tháng 1 năm 2025
| Câu lạc bộ          | Mùa giải            | Giải vô địch        | Giải vô địch | Giải vô địch | Cúp quốc gia | Cúp quốc gia | Cúp Liên đoàn | Cúp Liên đoàn | Châu lục | Châu lục | Khác | Khác | Tổng cộng | Tổng cộng |
| Câu lạc bộ          | Mùa giải            | Hạng đấu            | Trận         | Bàn          | Trận         | Bàn          | Trận          | Bàn           | Trận     | Bàn      | Trận | Bàn  | Trận      | Bàn       |
| ------------------- | ------------------- | ------------------- | ------------ | ------------ | ------------ | ------------ | ------------- | ------------- | -------- | -------- | ---- | ---- | --------- | --------- |
| Arsenal U21         | 2022–23             | —                   | —            | —            | —            | —            | —             | —             | —        | —        | 2    | 0    | 2         | 0         |
| Arsenal U21         | 2023–24             | —                   | —            | —            | —            | —            | —             | —             | —        | —        | 2    | 0    | 2         | 0         |
| Arsenal U21         | Tổng cộng           | Tổng cộng           | —            | —            | —            | —            | —             | —             | —        | —        | 4    | 0    | 4         | 0         |
| Arsenal             | 2022–23             | Premier League      | 1            | 0            | 0            | 0            | 0             | 0             | 0        | 0        | —    | —    | 1         | 0         |
| Arsenal             | 2023–24             | Premier League      | 1            | 0            | 0            | 0            | 0             | 0             | 0        | 0        | 0    | 0    | 1         | 0         |
| Arsenal             | 2024–25             | Premier League      | 13           | 2            | 0            | 0            | 3             | 3             | 5        | 1        | —    | —    | 23        | 6         |
| Arsenal             | Tổng cộng           | Tổng cộng           | 15           | 2            | 0            | 0            | 3             | 3             | 5        | 1        | 0    | 0    | 23        | 6         |
| Tổng cộng sự nghiệp | Tổng cộng sự nghiệp | Tổng cộng sự nghiệp | 15           | 2            | 0            | 0            | 3             | 3             | 5        | 1        | 4    | 0    | 27        | 6         |

1. ↑  Bao gồm FA Cup
2. ↑  Bao gồm EFL Cup
3. 1 2  Ra sân tại EFL Trophy
4. ↑  Ra sân tại UEFA Champions League